# NFLドラフト全体1位指名選手

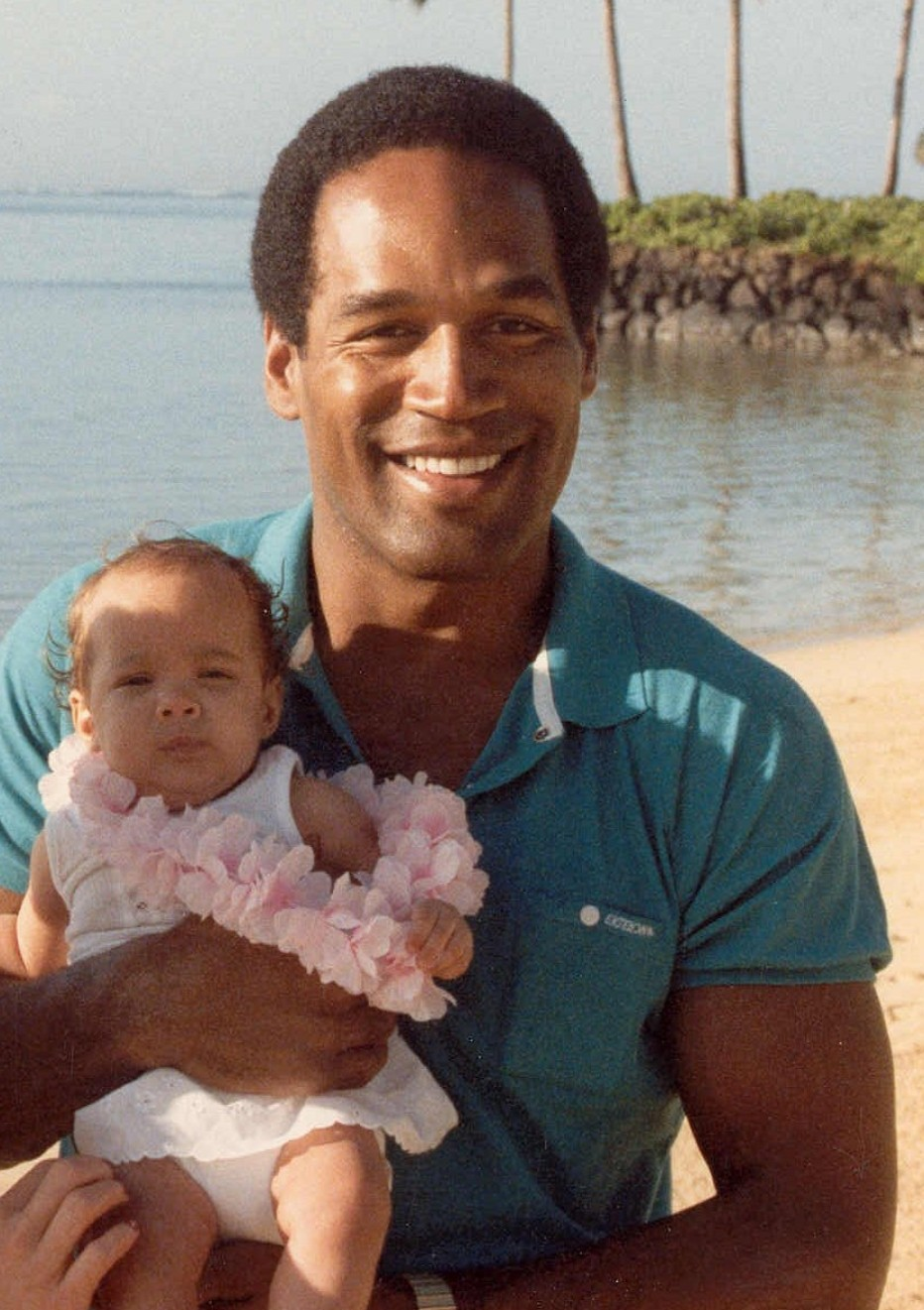
1969年のNFLドラフト全体1位指名のO・J・シンプソン

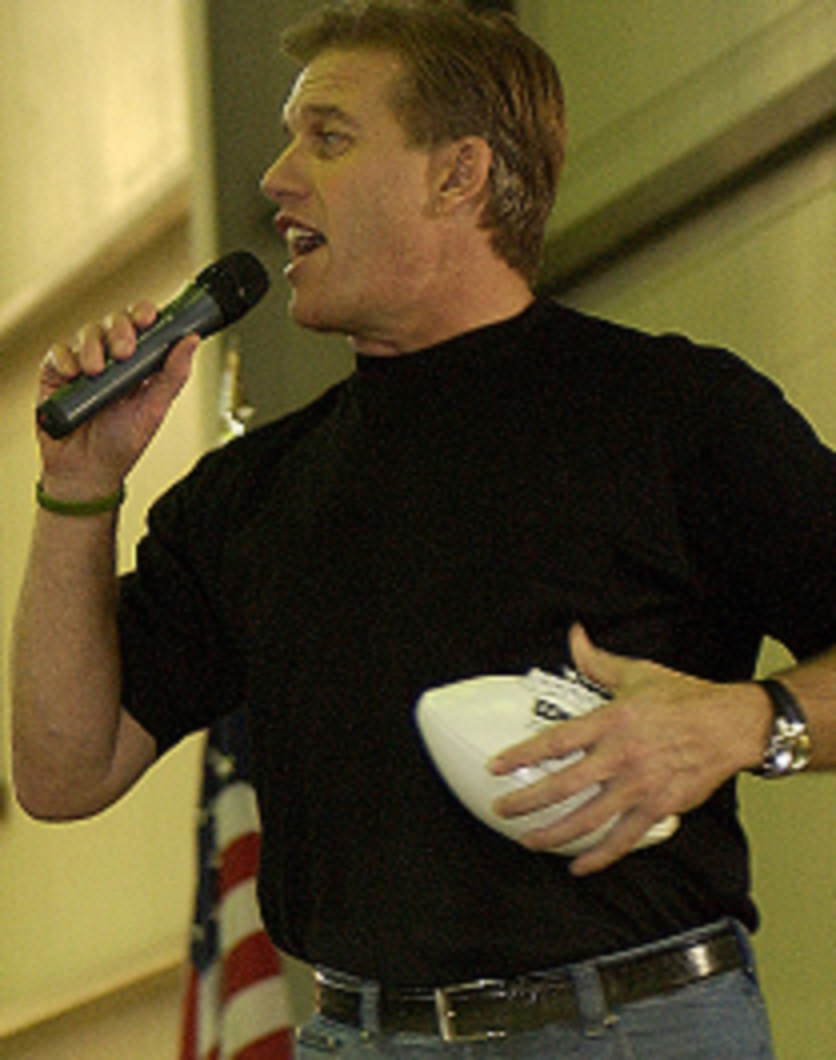
1983年のNFLドラフト全体1位指名のジョン・エルウェイ

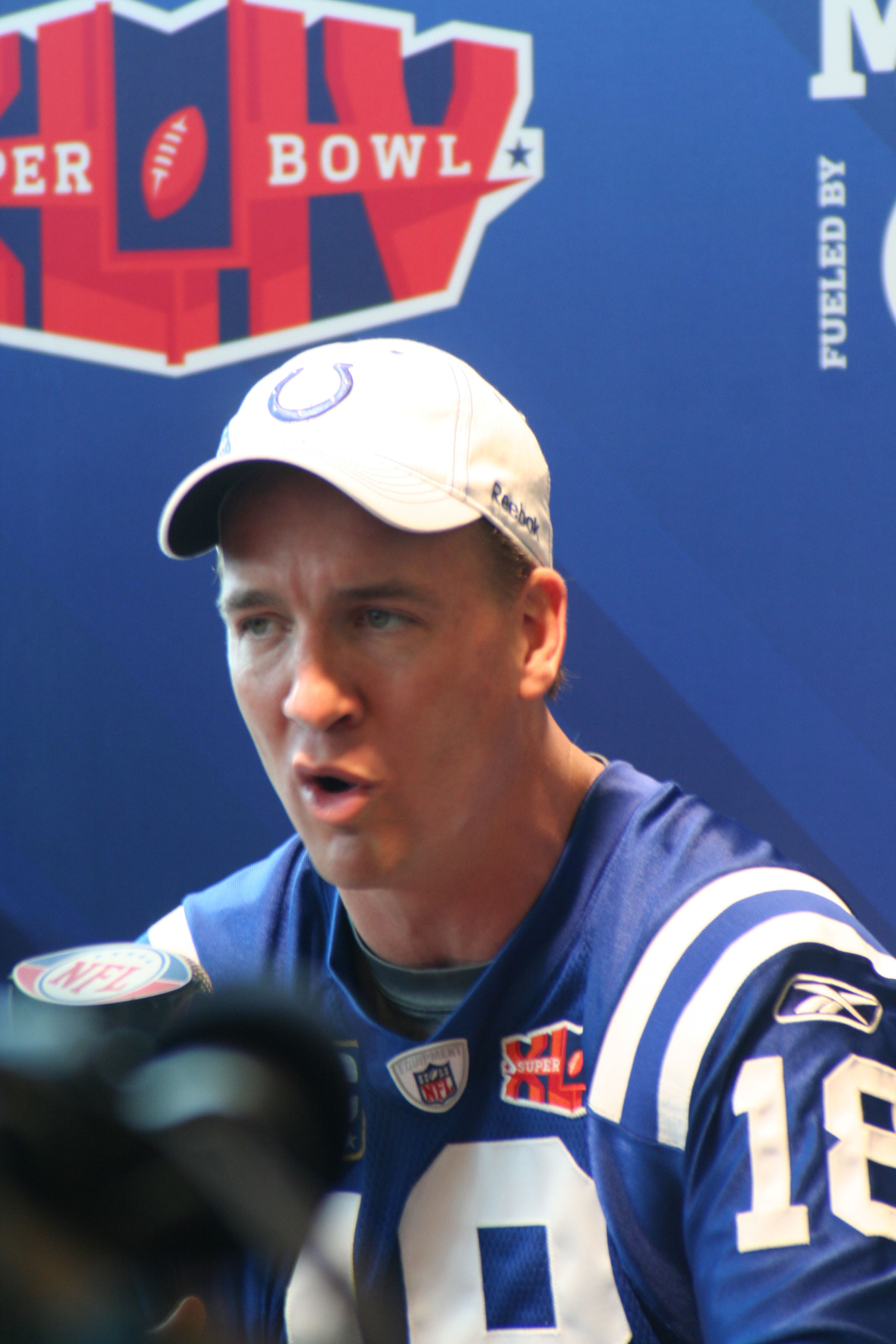
1998年のNFLドラフト全体1位指名のペイトン・マニング

NFLドラフト全体1位指名選手（NFLドラフトぜんたい1いしめいせんしゅ）は、NFLドラフトの歴代全体1位選手の一覧である。NFLは世界で最初にドラフト制度を導入したスポーツリーグである。戦力の均衡を保つために全ラウンドで前年度シーズンの最下位チームから成績が悪い順に指名を行っていくウェーバー制が採用されている。オーナー会議の決定によって2010年のNFLドラフトからプレーオフの成績も考慮されるようになり、プレーオフに出場したチームはプレーオフの出場を逃したチームの後の指名権を獲得することになった。

## 歴史と統計
1947年から1958年までは全体1位選手を指名するチームは抽選によるランダムで決められていた。この「ボーナス・ピック」の権利を取得したチームはドラフトの最終ラウンドで指名する権利を没収され、以降数年は抽選から除外されていた。1958年には当時のリーグの全12チームがボーナス・ピックの権利の取得を経験することになり、この制度は廃止された。
かつて存在していたAFLは1960年から1966年まで独自にAFLドラフトを開催し、NFLと熾烈な選手獲得競争を繰り広げた。
両リーグによる選手獲得争いは、ジョー・ネイマスに見られるように、契約金の高騰をもたらした。NFLとAFLは、1970年に統合することに合意し、1967年から1969年までのドラフトは両リーグ合同で行われた。
2024年時点で89名の選手がドラフト1位としてセレクトされたこととなる。最新の1位はシカゴ・ベアーズより指名を受けたケイレブ・ウィリアムズ。26選手がドラフト指名前にカレッジフットボールで最高の栄誉とされるハイズマン賞を受賞している。また、49選手がNFLのオールスターゲームに相当するプロボウルに選出され、14選手がそれに加えてプロフットボール殿堂入りも果たしている。
ボー・ジャクソンはプロボウルとMLBオールスターゲームの両方に選出された史上唯一の選手である。また、ペイトン・マニングとイーライ・マニングは兄弟でNFLドラフト全体1位指名を受けている。
全体1位指名の権利を獲得したことがないのはデンバー・ブロンコス、ボルチモア・レイブンズ、シアトル・シーホークスの3チームである。現存しないチームで権利を獲得したのはボストン・ヤンクスのみである。

## 略語一覧
| B  | バック                 | K  | キッカー             | NT | ノーズタックル   |
| C  | センター               | LB | ラインバッカー       | FB | フルバック       |
| DB | ディフェンシブバック   | P  | パンター             | HB | ハーフバック     |
| DE | ディフェンシブエンド   | QB | クォーターバック     | WR | ワイドレシーバー |
| DT | ディフェンシブタックル | RB | ランニングバック     | G  | ガード           |
| E  | エンド                 | T  | オフェンシブタックル | TE | タイトエンド     |

## 凡例
|      | プロボウル選出             |
|      | プロフットボール殿堂選出   |
| *    | 大学時代にハイズマン賞受賞 |
| 斜体 | 現役選手                   |

## 全体1位指名選手
| 年度 | 選手名                       | 配置  | 指名球団                           | 出身大学                      | 備考                                               |
| ---- | ---------------------------- | ----- | ---------------------------------- | ----------------------------- | -------------------------------------------------- |
| 1936 | ジェイ・バーワンガー*        | HB    | フィラデルフィア・イーグルス       | シカゴ大学                    | NFLではプレーしなかった                            |
| 1937 | サム・フランシス             | FB    | フィラデルフィア・イーグルス       | ネブラスカ大学                |                                                    |
| 1938 | コーベット・デービス         | FB    | クリーブランド・ラムズ             | インディアナ大学              | NFLではプレーしなかった                            |
| 1939 | カイ・オルドリッチ           | C     | シカゴ・カージナルス               | テキサスクリスチャン大学      | プロボウル選出（2回）                              |
| 1940 | ジョージ・カフェゴ           | HB    | シカゴ・カージナルス               | テネシー大学                  |                                                    |
| 1941 | トム・ハーモン*              | HB    | シカゴ・ベアーズ                   | ミシガン大学                  |                                                    |
| 1942 | ビル・ダドリー               | HB    | ピッツバーグ・スティーラーズ       | バージニア大学                | MVP受賞（1回）、プロボウル選出（2回）              |
| 1943 | フランク・シンクウィッチ*    | HB    | デトロイト・ライオンズ             | ジョージア大学                | MVP受賞（1回）                                     |
| 1944 | アンジェロ・バーテリ*        | QB    | ボストン・ヤンクス                 | ノートルダム大学              | NFLではプレーしなかった                            |
| 1945 | チャーリー・トリッピ         | HB    | シカゴ・カージナルス               | ジョージア大学                | プロボウル選出（2回）                              |
| 1946 | フランク・ダンスウィック     | QB    | ボストン・ヤンクス                 | ノートルダム大学              |                                                    |
| 1947 | ボブ・フェニモア             | HB    | シカゴ・ベアーズ                   | オクラホマ州立大学            |                                                    |
| 1948 | ハリー・ギルマー             | QB    | ワシントン・レッドスキンズ         | アラバマ大学                  | プロボウル選出（2回）                              |
| 1949 | チャック・ベドナリク         | C、LB | フィラデルフィア・イーグルス       | ペンシルベニア大学            | プロボウル選出（8回）                              |
| 1950 | レオン・ハート*              | E     | デトロイト・ライオンズ             | ノートルダム大学              | プロボウル選出（1回）                              |
| 1951 | カイル・ローテ               | HB    | ニューヨーク・ジャイアンツ         | 南メソジスト大学              | プロボウル選出（4回）                              |
| 1952 | ビル・ウェイド               | QB    | ロサンゼルス・ラムズ               | ヴァンダービルト大学          | プロボウル選出（2回）                              |
| 1953 | ハリー・バブコック           | E     | サンフランシスコ49ers              | ジョージア大学                |                                                    |
| 1954 | ボビー・ギャレット           | QB    | クリーブランド・ブラウンズ         | スタンフォード大学            |                                                    |
| 1955 | ジョージ・ショー             | QB    | ボルチモア・コルツ                 | オレゴン大学                  |                                                    |
| 1956 | ゲイリー・グリック           | DB    | ピッツバーグ・スティーラーズ       | コロラド州立大学              |                                                    |
| 1957 | ポール・ホーナング*          | HB    | グリーンベイ・パッカーズ           | ノートルダム大学              | MVP受賞（1回）、プロボウル選出（2回）              |
| 1958 | キング・ヒル                 | QB    | シカゴ・カージナルス               | ライス大学                    |                                                    |
| 1959 | ランディ・ダンカン           | QB    | グリーンベイ・パッカーズ           | アイオワ大学                  |                                                    |
| 1960 | ビリー・キャノン*            | RB    | ロサンゼルス・ラムズ               | ルイジアナ州立大学            |                                                    |
| 1961 | トミー・メイソン             | RB    | ミネソタ・バイキングス             | チューレーン大学              | プロボウル選出（3回）                              |
| 1962 | アーニー・デービス*          | RB    | ワシントン・レッドスキンズ         | シラキュース大学              | NFLではプレーしなかった                            |
| 1963 | テリー・ベイカー*            | QB    | ロサンゼルス・ラムズ               | オレゴン州立大学              |                                                    |
| 1964 | デーブ・パークス             | WR    | サンフランシスコ49ers              | テキサス工科大学              | プロボウル選出（3回）                              |
| 1965 | タッカー・フレデリクソン     | RB    | ニューヨーク・ジャイアンツ         | オーバーン大学                | プロボウル選出（1回）                              |
| 1966 | トミー・ノービス             | LB    | アトランタ・ファルコンズ           | テキサス大学                  | プロボウル選出（5回）                              |
| 1967 | ババ・スミス                 | DE    | ボルチモア・コルツ                 | ミシガン州立大学              | プロボウル選出（2回）                              |
| 1968 | ロン・ヤリー                 | T     | ミネソタ・バイキングス             | 南カリフォルニア大学          | プロボウル選出（7回）                              |
| 1969 | O・J・シンプソン*            | RB    | バッファロー・ビルズ               | 南カリフォルニア大学          | MVP受賞（1回）、プロボウル選出（6回）              |
| 1970 | テリー・ブラッドショー       | QB    | ピッツバーグ・スティーラーズ       | ルイジアナ工科大学            | MVP受賞（1回）、プロボウル選出（3回）              |
| 1971 | ジム・プランケット*          | QB    | ニューイングランド・ペイトリオッツ | スタンフォード大学            |                                                    |
| 1972 | ウォルト・パツルスキ         | DE    | バッファロー・ビルズ               | ノートルダム大学              |                                                    |
| 1973 | ジョン・マトゥザック         | DE    | ヒューストン・オイラーズ           | タンパ大学                    |                                                    |
| 1974 | トゥー・トール・ジョーンズ   | DE    | ダラス・カウボーイズ               | テネシー州立大学              | プロボウル選出（3回）                              |
| 1975 | スティーブ・バートコウスキー | QB    | アトランタ・ファルコンズ           | カリフォルニア大学            | プロボウル選出（2回）                              |
| 1976 | リーロイ・セルモン           | DE    | タンパベイ・バッカニアーズ         | オクラホマ大学                | プロボウル選出（6回）                              |
| 1977 | リッキー・ベル               | RB    | タンパベイ・バッカニアーズ         | 南カリフォルニア大学          |                                                    |
| 1978 | アール・キャンベル*          | RB    | ヒューストン・オイラーズ           | テキサス大学                  | 新人王受賞、MVP受賞（1回）、プロボウル 選出（5回） |
| 1979 | トム・カズノー               | LB    | バッファロー・ビルズ               | オハイオ州立大学              |                                                    |
| 1980 | ビリー・シムズ*              | RB    | デトロイト・ライオンズ             | オクラホマ大学                | 新人王受賞、プロボウル選出（3回）                  |
| 1981 | ジョージ・ロジャース*        | RB    | ニューオーリンズ・セインツ         | サウスカロライナ大学          | 新人王受賞、プロボウル選出（2回）                  |
| 1982 | ケネス・シムズ               | DE    | ニューイングランド・ペイトリオッツ | テキサス大学                  |                                                    |
| 1983 | ジョン・エルウェイ           | QB    | ボルチモア・コルツ                 | スタンフォード大学            | MVP受賞（1回）、プロボウル選出（9回）              |
| 1984 | アービン・フライヤー         | WR    | ニューイングランド・ペイトリオッツ | ネブラスカ大学                | プロボウル選出（5回）                              |
| 1985 | ブルース・スミス             | DE    | バッファロー・ビルズ               | バージニア工科大学            | プロボウル選出（11回）                             |
| 1986 | ボー・ジャクソン*            | RB    | タンパベイ・バッカニアーズ         | オーバーン大学                | プロボウル選出（1回）                              |
| 1987 | ビニー・テスタバーディ*      | QB    | タンパベイ・バッカニアーズ         | マイアミ大学 (フロリダ州)     | プロボウル選出（2回）                              |
| 1988 | オードリー・ブルース         | LB    | アトランタ・ファルコンズ           | オーバーン大学                |                                                    |
| 1989 | トロイ・エイクマン           | QB    | ダラス・カウボーイズ               | カリフォルニア大学            | プロボウル選出（6回）                              |
| 1990 | ジェフ・ジョージ             | QB    | インディアナポリス・コルツ         | イリノイ大学                  |                                                    |
| 1991 | ラッセル・メリーランド       | DT    | ダラス・カウボーイズ               | マイアミ大学 (フロリダ州)     | プロボウル選出（1回）                              |
| 1992 | スティーブ・エントマン       | DT    | インディアナポリス・コルツ         | ワシントン大学 (ワシントン州) |                                                    |
| 1993 | ドリュー・ブレッドソー       | QB    | ニューイングランド・ペイトリオッツ | ワシントン州立大学 (プルマン) | プロボウル選出（4回）                              |
| 1994 | ダン・ウィルキンソン         | DT    | シンシナティ・ベンガルズ           | オハイオ州立大学              |                                                    |
| 1995 | キジャナ・カーター           | RB    | シンシナティ・ベンガルズ           | ペンシルベニア州立大学        |                                                    |
| 1996 | キーショーン・ジョンソン     | WR    | ニューヨーク・ジェッツ             | 南カリフォルニア大学          | プロボウル選出（3回）                              |
| 1997 | オーランド・ペース           | T     | セントルイス・ラムズ               | オハイオ州立大学              | プロボウル選出（7回）                              |
| 1998 | ペイトン・マニング           | QB    | インディアナポリス・コルツ         | テネシー大学                  | MVP受賞（5回）、プロボウル選出（14回）             |
| 1999 | ティム・カウチ               | QB    | クリーブランド・ブラウンズ         | ケンタッキー大学              |                                                    |
| 2000 | コートニー・ブラウン         | DE    | クリーブランド・ブラウンズ         | ペンシルベニア州立大学        |                                                    |
| 2001 | マイケル・ヴィック           | QB    | アトランタ・ファルコンズ           | バージニア工科大学            | プロボウル選出（4回）                              |
| 2002 | デビッド・カー               | QB    | ヒューストン・テキサンズ           | フレズノ州立大学              |                                                    |
| 2003 | カーソン・パーマー*          | QB    | シンシナティ・ベンガルズ           | 南カリフォルニア大学          | プロボウル選出（3回）                              |
| 2004 | イーライ・マニング           | QB    | サンディエゴ・チャージャーズ       | ミシシッピ大学                | プロボウル選出（4回）                              |
| 2005 | アレックス・スミス           | QB    | サンフランシスコ49ers              | ユタ大学                      | プロボウル選出（3回）                              |
| 2006 | マリオ・ウィリアムス         | DE    | ヒューストン・テキサンズ           | ノースカロライナ州立大学      | プロボウル選出（4回）                              |
| 2007 | ジャマーカス・ラッセル       | QB    | オークランド・レイダース           | ルイジアナ州立大学            |                                                    |
| 2008 | ジェイク・ロング             | T     | マイアミ・ドルフィンズ             | ミシガン大学                  | プロボウル選出（4回）                              |
| 2009 | マシュー・スタッフォード     | QB    | デトロイト・ライオンズ             | ジョージア大学                | プロボウル選出（1回）                              |
| 2010 | サム・ブラッドフォード*      | QB    | セントルイス・ラムズ               | オクラホマ大学                | 新人王受賞                                         |
| 2011 | キャム・ニュートン*          | QB    | カロライナ・パンサーズ             | オーバーン大学                | MVP受賞（1回）、新人王受賞、プロボウル選出（3回）  |
| 2012 | アンドリュー・ラック         | QB    | インディアナポリス・コルツ         | スタンフォード大学            | プロボウル選出（4回）                              |
| 2013 | エリック・フィッシャー       | T     | カンザスシティ・チーフス           | 中央ミシガン大学              | プロボウル選出（1回）                              |
| 2014 | ジャデベオン・クラウニー     | DE    | ヒューストン・テキサンズ           | サウスカロライナ大学          | プロボウル選出（3回）                              |
| 2015 | ジェイミス・ウィンストン*    | QB    | タンパベイ・バッカニアーズ         | フロリダ州立大学              | プロボウル選出（1回）                              |
| 2016 | ジャレッド・ゴフ             | QB    | ロサンゼルス・ラムズ               | カリフォルニア大学            | プロボウル選出（2回）                              |
| 2017 | マイルズ・ギャレット         | DE    | クリーブランド・ブラウンズ         | テキサスA&M大学               | プロボウル選出（2回）                              |
| 2018 | ベイカー・メイフィールド*    | QB    | クリーブランド・ブラウンズ         | オクラホマ大学                |                                                    |
| 2019 | カイラー・マレー*            | QB    | アリゾナ・カージナルス             | オクラホマ大学                | 新人王受賞、プロボウル選出（2回）                  |
| 2020 | ジョー・バロウ*              | QB    | シンシナティ・ベンガルズ           | ルイジアナ州立大学            |                                                    |
| 2021 | トレバー・ローレンス         | QB    | ジャクソンビル・ジャガーズ         | クレムゾン大学                |                                                    |
| 2022 | トレイボン・ウォーカー       | DE    | ジャクソンビル・ジャガーズ         | ジョージア大学                |                                                    |
| 2023 | ブライス・ヤング*            | QB    | カロライナ・パンサーズ             | アラバマ大学                  |                                                    |
| 2024 | ケイレブ・ウィリアムズ*      | QB    | シカゴ・ベアーズ                   | 南カリフォルニア大学          |                                                    |